# Peter Mensch
Peter David Mensch (Nueva York, 28 de marzo de 1953) es un mánager musical estadounidense. Reside en Manhattan.

## Primeros años
Mensch nació en Nueva York, el mayor de los tres hijos de Martin, un abogado, y Jean Mensch, una maestra. Su familia es de origen judío.
Su hermana, Barbara Sena Mensch, era la más joven de los rehenes durante los secuestros de Dawson's Field del 6 de septiembre de 1970. Mensch se graduó de la secundaria en 1971. Estudió en la Universidad Brandeis y trabajó como director artístico de la radio de la universidad, donde conoció a su socio empresarial Cliff Burnstein. Obtuvo su maestría en Marketing por la Universidad de Chicago.

## Carrera
Mensch empezó su carrera en el negocio de la música a la edad de 26 años. En 1982 fundó la empresa Q Prime con Burnstein. Sus primeros clientes fueron Def Leppard. Con los años, Q Prime manejó los intereses de muchos artistas exitosos como AC/DC, Metallica, Red Hot Chili Peppers, Muse, Tesla, Queensrÿche, Smashing Pumpkins, Hole, Snow Patrol y Jimmy Page. El Financial Times llamó a Q Prime como «una de las compañías más admiradas de la música».
Ha aparecido en los videoclips de las canciones «Rock of Ages» y «Stand Up (Kick Love into Motion)» de Def Leppard.

## Vida personal
Mensch se casó con Su Wathan, exnovia de Gary Numan, en 1981. En junio de 2011, se casó con su tercera esposa, Louise Bagshawe. Tiene tres hijos de su segunda esposa, Melissa Meyer, de quien se divorció en 2010. El divorcio fue contencioso.